# Liste der Wissenschaftsminister von Thüringen
Dieser Artikel enthält eine Liste der Wissenschaftsminister von Thüringen.

## Wissenschaftsminister Thüringen (seit 1990)
| Name                                                            | Amtsantritt                         | Kabinett                            | Partei                              |
| Minister für Wissenschaft und Kunst                             | Minister für Wissenschaft und Kunst | Minister für Wissenschaft und Kunst | Minister für Wissenschaft und Kunst |
| --------------------------------------------------------------- | ----------------------------------- | ----------------------------------- | ----------------------------------- |
| Ulrich Fickel                                                   | 8. November 1990 5. Februar 1992    | Duchač Vogel I                      | FDP                                 |
| Minister für Wissenschaft, Forschung und Kultur                 |                                     |                                     |                                     |
| Gerd Schuchardt                                                 | 30. November 1994                   | Vogel II                            | SPD                                 |
| Minister für Wissenschaft, Forschung und Kunst                  |                                     |                                     |                                     |
| Dagmar Schipanski                                               | 1. Oktober 1999 5. Juni 2003        | Vogel III Althaus I                 | CDU                                 |
| Minister für Kultus                                             |                                     |                                     |                                     |
| Jens Goebel                                                     | 8. Juli 2004                        | Althaus II                          | CDU                                 |
| Bernward Müller                                                 | 8. Mai 2008                         | Althaus II                          | CDU                                 |
| Minister für Bildung, Wissenschaft und Kultur                   |                                     |                                     |                                     |
| Christoph Matschie                                              | 4. November 2009                    | Lieberknecht                        | SPD                                 |
| Minister für Wirtschaft, Wissenschaft und Digitale Gesellschaft |                                     |                                     |                                     |
| Wolfgang Tiefensee                                              | 5. Dezember 2014                    | Ramelow I                           | SPD                                 |
| Markus Hoppe (kommissarisch)                                    | 5. Februar 2020                     | Kemmerich                           | SPD                                 |
| Wolfgang Tiefensee                                              | 4. März 2020                        | Ramelow II                          | SPD                                 |
| Minister für Bildung, Wissenschaft und Kultur                   |                                     |                                     |                                     |
| Christian Tischner                                              | 13. Dezember 2024                   | Voigt                               | CDU                                 |